# Período apostólico

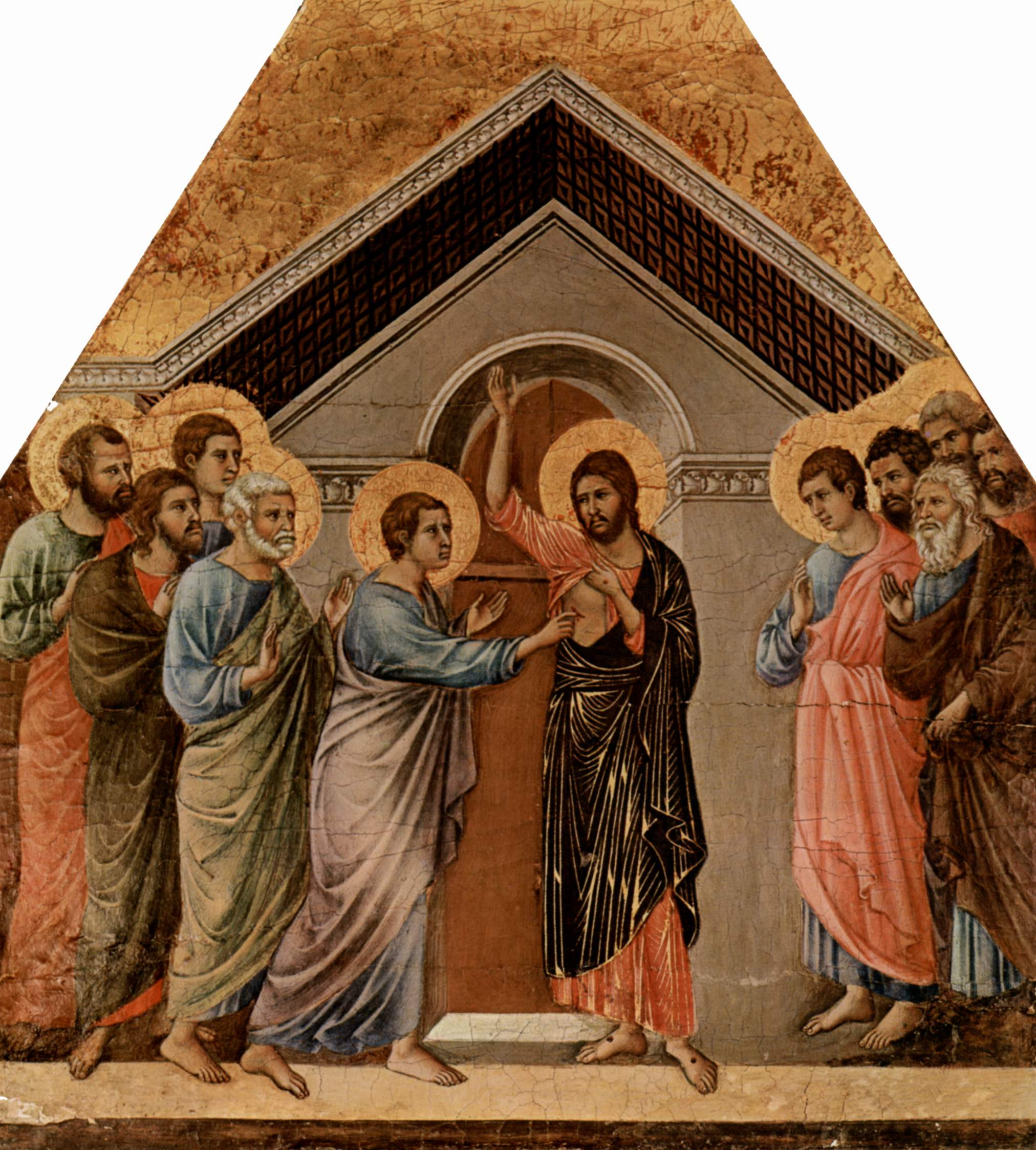
Una descripción de Jesús apareciéndose a sus Apóstoles tras su Resurrección.

El período apostólico o edad apostólica de la historia del cristianismo está considerado por la tradición cristiana como el período de los Doce Apóstoles, y estaría datado entre la gran comisión de los apóstoles por las apariciones de Jesús resucitado en Jerusalén hacia el año 30 d. C. hasta la muerte del último de ellos, que se cree fue la de Juan el Apóstol en Anatolia hacia el año 100 d. C. Tradicionalmente se ha creído que los apóstoles se dispersaron desde Jerusalén.
A la «era apostólica» le seguiría el llamado periodo preniceno, es decir, el periodo del cristianismo primitivo anterior a la celebración del Concilio de Nicea en 325, el primer concilio ecuménico de la Iglesia cristiana que fue convocado por el primer emperador romano cristiano, Constantino el Grande. 

## Historia
Se trata de una época de especial significado para la tradición cristiana, al ser la etapa en la que vivieron los discípulos directos de Jesucristo. Entre las fuentes primarias que reflejan la «era apostólica» se cuentan las cartas no disputadas de Pablo de Tarso y el libro de los Hechos de los Apóstoles. Los Hechos transmiten un conjunto de informaciones sobre la vida de los apóstoles y las primeras comunidades cristianas en los años siguientes a la muerte de Jesús. Tradicionalmente atribuidos a Lucas el Evangelista, su valoración historiográfica es, sin embargo, controvertida: no se pone en cuestión el cuadro general, pero al confrontar de cerca este escrito con las cartas auténticas de Pablo de Tarso, aparecen ciertos matices o ausencias en cuanto a los acontecimientos. Por otra parte, las cartas no disputadas de Pablo son un conjunto de escritos neotestamentarios conformado por las siguientes obras: la Primera epístola a los tesalonicenses, la Epístola a los filipenses, la Primera epístola a los corintios, la Segunda epístola a los corintios, la Epístola a los gálatas, la Epístola a Filemón, la Epístola a los romanos. Este corpus de epístolas auténticas es único en más de un sentido:
1. Porque se conoce a ciencia cierta su autor, y su autenticidad resulta reconocida ampliamente desde el análisis científico-literario actual.
2. Porque su fecha de redacción es la más antigua de los libros del Nuevo Testamento, apenas 20-25 años posterior a la muerte de Jesús de Nazaret, y probablemente anterior incluso a la de los evangelios en su versión definitiva conocida hoy, por lo que constituyen documentación de carácter capital en cualquier análisis sobre los inicios del cristianismo.

De acuerdo a diversos estudiosos,[cita requerida] los seguidores de Jesús estaban formados principalmente por sectas judías apocalípticas durante la época del Segundo Templo del siglo I. Algunos cristianos primitivos eran estrictamente judíos, como los ebionitas y los primeros líderes de Jerusalén, siendo todos ellos llamados colectivamente judeocristianos. Durante este período eran liderados por Santiago el Justo, «el hermano del Señor». Pablo de Tarso persiguió a los primeros judeocristianos hasta que se convirtió y comenzó su labor misionera entre los gentiles, por la que se lo conocería posteriormente con el título de «apóstol de los gentiles» o «apóstol de las naciones». Según el Oxford Dictionary of the Christian Church y diversos biblistas, la influencia de Pablo sobre el pensamiento cristiano es más significativa que la de ningún otro autor del Nuevo Testamento. Tras la Destrucción del Segundo Templo en el año 70 d. C., o como máximo tras la Revuelta de Bar Kokhba del 132, Jerusalén dejó de ser el centro de la Iglesia cristiana. En el siglo II, el cristianismo se estableció como una religión predominantemente gentil y se expandió por el Imperio Romano y más allá.